# بن می
بن می (انگلیسی: Ben Mee؛ زادهٔ ۲۱ سپتامبر ۱۹۸۹) بازیکن فوتبال اهل بریتانیا است.
از باشگاه‌هایی که در آن بازی کرده‌است می‌توان به باشگاه فوتبال برنلی، باشگاه فوتبال منچستر سیتی و باشگاه فوتبال لستر سیتی اشاره کرد.